# Bitwa w zatoce Hakodate
Bitwa morska w zatoce Hakodate (jap. 函館湾海戦 Hakodate-wan kaisen) – starcie zbrojne, które miało miejsce w dniach 4–10 maja 1869 roku jako ostatnie stadium "bitwy wokół Hakodate", w trakcie wojny boshin (1868–1869). 
Starcie miało miejsce w zatoce Hakodate, usytuowanej na południowym krańcu wyspy Hokkaido i otwartej na cieśninę Tsugaru. W walce wzięły udział jednostki floty siogunatu Tokugawa, przejęte częściowo przez Republikę Ezo, a w części przez nowo tworzoną marynarkę odbudowującego się cesarstwa. 
Jednostką flagową Republiki Ezo był okręt "Kaiten". Do jej zadań należała ochrona wyspy Hokkaido przed spodziewaną inwazją wojsk cesarstwa. Flota składała się początkowo z 8 okrętów parowych: "Kaiten" i "Banryū", kanonierek "Chiyodagata" i "Chōgei", korwet "Kaiyō Maru" i "Kanrin Maru", a także "Mikaho" oraz "Shinsoku". "Kaiyō Maru" i "Shinsoku" zostały już na wstępie zniszczone podczas sztormu u wybrzeża miasta Esashi, a "Kanrin Maru" odniósł uszkodzenia i został zdobyty (a później wcielony do służby) przez siły cesarstwa. 
Flota cesarska składała się z wybudowanego we Francji okrętu pancernego "Kōtetsu", a także z jednostek "Kasuga" (fregata bocznokołowa), "Banryū", "Teibō" i "Yōshun". Flota wspierała lądowe wojska cesarskie na wyspie Hokkaido, niszczyła umocnienia na nabrzeżu, atakując też okręty rebeliantów. Dnia 4 maja flota cesarska zdobyła okręt "Chiyodagata". 7 maja ciężkie trafienie otrzymał "Kaiten", który nie był w stanie kontynuować walki. Następnie okręt "Banryū" należący do Republiki zatopił 11 maja cesarską korwetę "Chōyō". Poszedł jednak później sam na dno na skutek znacznych uszkodzeń odniesionych w walce. 
Kilkudniowa bitwa zakończyła się klęską floty Republiki, przyczyniając się do ostatecznej porażki oddziałów siogunatu w rejonie Hakodate. W walce wziął udział przyszły admirał floty cesarskiej Heihachirō Tōgō, który pełnił funkcję oficera 3. klasy na pokładzie okrętu "Kasuga".  

## Zmiana pisowni nazwy miasta Hakodate
W 1869 r. zmieniono pisownię nazwy miasta z 箱館 na 函館, pozostawiając wymowę. 